# Championnat de Moldavie d'échecs
Le championnat de Moldavie d'échecs est une compétition d'échecs de Moldavie disputée chaque année depuis 1944. Depuis 1949, un championnat féminin distinct s'est également tenu la plupart des années. Les deux championnats se déroulent actuellement sous les auspices de la Fédération des échecs de Moldavie (en roumain : Federația de Șah a Republicii Moldova), fondée le 2 novembre 1994.

## Vainqueurs du championnat mixte

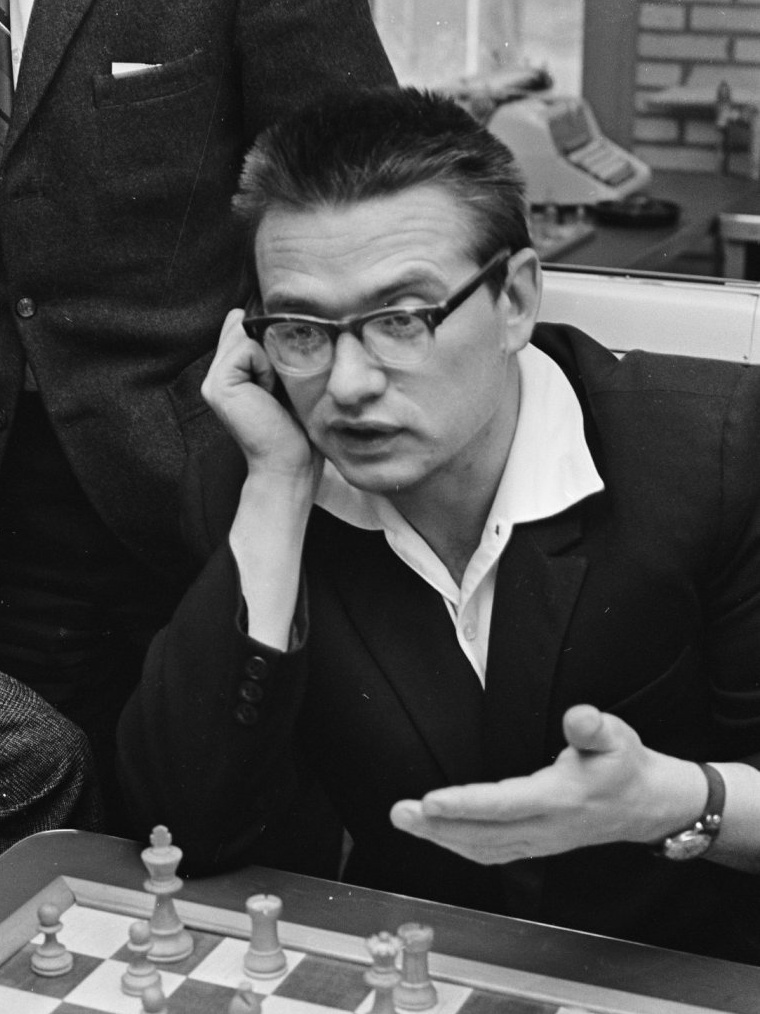
Anatoli Loutikov, six fois champion de Moldavie de 1963 à 1977.

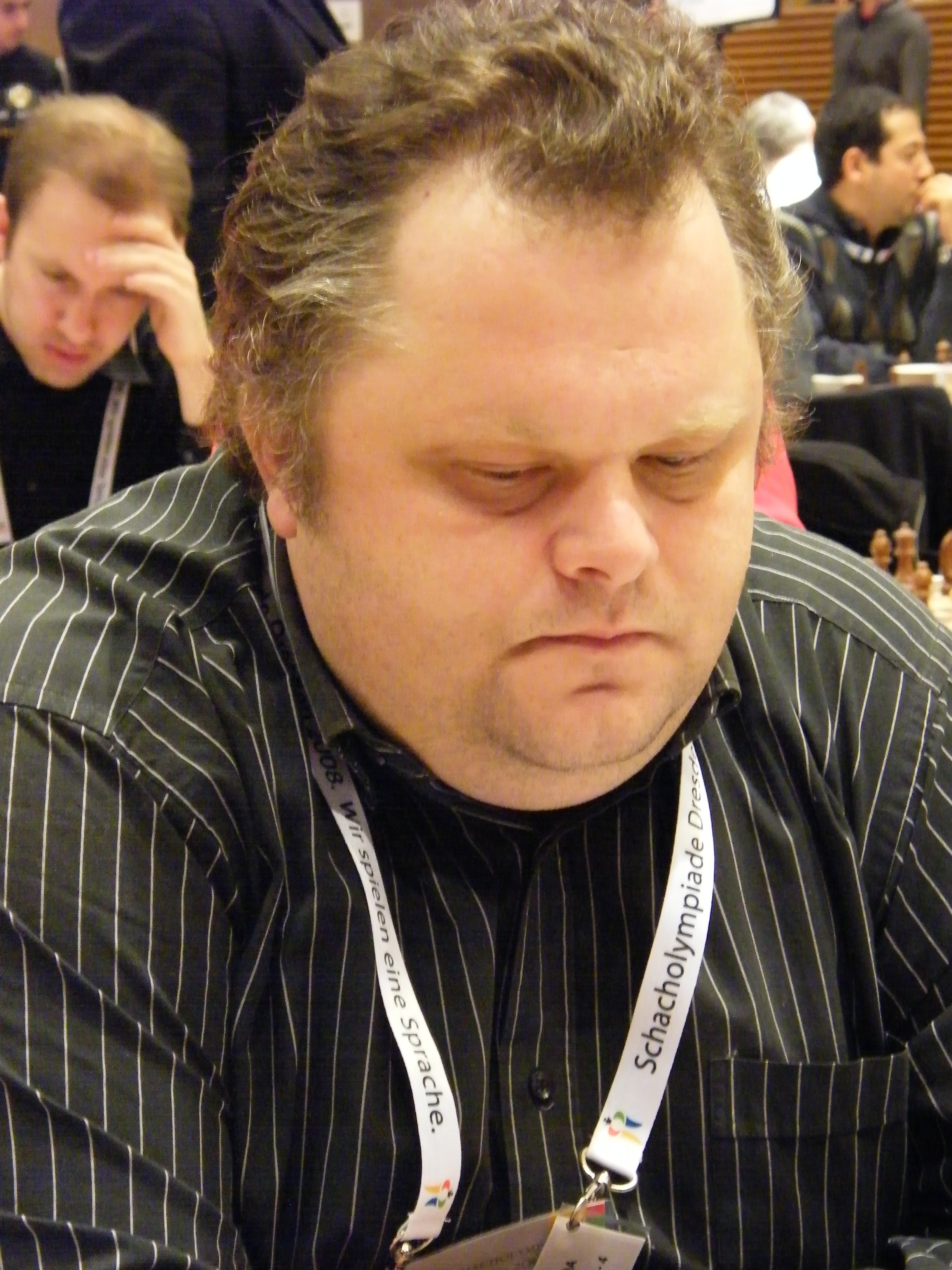
Vasile Sanduleac, quintuple champion de Moldavie de 1998 à 2008.

| Année | Vainqueur                     |
| ----- | ----------------------------- |
| 1944  | Vasily Veter                  |
| 1945  | V. Uveatkin                   |
| 1946  | V. Uveatkin                   |
| 1947  | Vitaly Tarasov                |
| 1948  | Vitaly Tarasov                |
| 1949  | Vitaly Tarasov                |
| 1950  | Vitaly Tarasov                |
| 1951  | Vitaly Tarasov                |
| 1952  | Mikhail Shofman               |
| 1953  | M. Regenbogen                 |
| 1954  | Shlomo Giterman               |
| 1955  | Vitaly Tarasov                |
| 1956  | Shlomo Giterman               |
| 1957  | Shlomo Giterman               |
| 1958  | Samuel Zhukhovitsky           |
| 1959  | Samuel Zhukhovitsky           |
| 1960  | Shlomo Giterman               |
| 1961  | Ilya Mosionzhik               |
| 1962  | Mikhail Shofman               |
| 1963  | Anatoli Loutikov              |
| 1964  | Anatoli Loutikov              |
| 1965  | Anatoli Loutikov              |
| 1966  | Anatoli Loutikov              |
| 1967  | Boris Nevednichy              |
| 1968  | Anatoli Loutikov              |
| 1969  | Mikhail Shofman               |
| 1970  | Ilye Figler, Lazar Shusterman |
| 1971  | Boris Nevednichy              |
| 1972  | Nikolay Popov                 |
| 1973  | Boris Nevednichy              |
| 1974  | Nikolay Popov                 |
| 1975  | Nikolay Popov                 |
| 1976  | Nikolay Popov                 |
| 1977  | Anatoly Lutikov               |
| 1978  | Orest Averkin                 |
| 1979  | Vladimir Alterman             |
| 1980  | Boris Itkis                   |
| 1981  | Vladimir Skulener             |
| 1982  | Boris Itkis                   |
| 1983  | Boris Itkis                   |
| 1984  | Boris Itkis                   |
| 1985  | Boris Nevednichy              |
| 1986  | Georgi Orlov                  |
| 1987  | Boris Nevednichy              |
| 1988  | German Titov                  |
| 1989  | Georgi Orlov                  |
| 1990  | Boris Itkis                   |
| 1991  | Ilye Figler                   |
| 1992  | Boris Itkis                   |
| 1993  | Boris Nevednichy              |
| 1994  | Dorian Rogozenko              |
| 1995  | Boris Nevednichy              |
| 1996  | Vadim Chernov                 |
| 1997  | Boris Itkis                   |
| 1998  | Vasile Sanduleac              |
| 1999  | Anatolij Bets                 |
| 2000  | Dmitry Svetushkin             |
| 2001  | Vasile Sanduleac              |
| 2002  | Alexei Furtuna                |
| 2003  | Vasile Sanduleac              |
| 2004  | Alexey Khruschiov             |
| 2005  | Svetlana Petrenko             |
| 2006  | Viacheslav Slovineanu         |
| 2007  | Vasile Sanduleac              |
| 2008  | Vasile Sanduleac              |
| 2009  | Serghei Vedmediuc             |
| 2010  | Vladimir Hamitevici           |
| 2011  | Serghei Vedmediuc             |
| 2012  | Iulian Baltag                 |
| 2013  | Dan Golub                     |
| 2014  | Liviu Cerbulenco              |
| 2015  | Ruslan Soltanici              |
| 2016  | Viorel Iordachescu            |
| 2017  | Nichita Morozov               |
| 2018  | Vladimir Hamitevici           |
| 2019  | Andrei Macovei                |
| 2020  | Iulian Baltag                 |
| 2021  |                               |
| 2022  | Dragoș Cereș[2]               |
| 2023  | Jegor Lashkin[3]              |

## Vainqueurs du championnat féminin

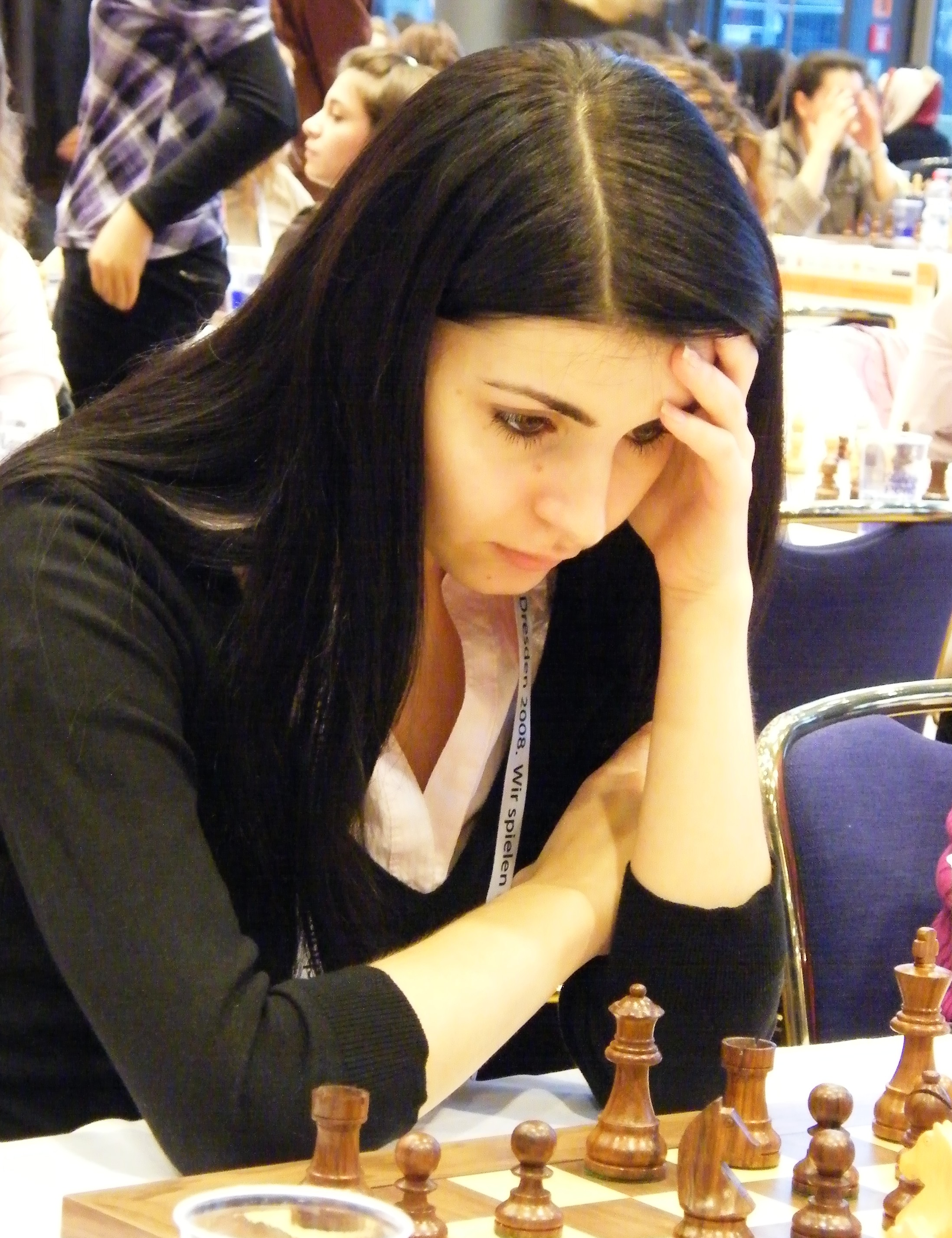
Elena Partac, quadruple championne de Moldavie de 2002 à 2010.

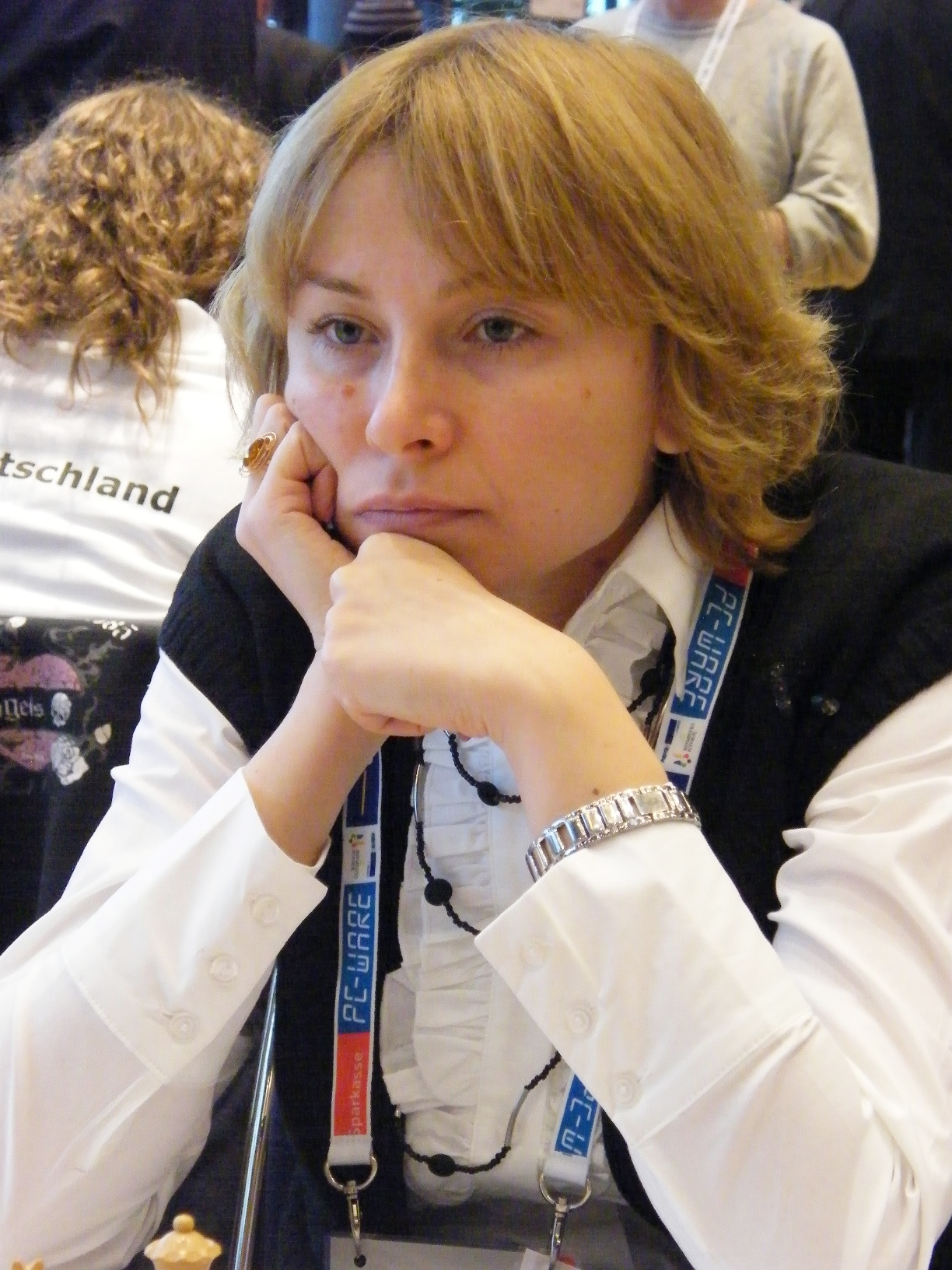
Svetlana Petrenko, championne de Moldavie (mixte) en 2005 et douze fois vainqueur du championnat féminin de Moldavie de 1993 à 2019.

| Année | Vainqueur                              |
| ----- | -------------------------------------- |
| 1949  | Dekabrina Kazatsker                    |
| 1950  | N. Tarasova                            |
| 1951  | Natasha Kolotyi, Dekabrina Kazatsker   |
| 1952  | Dekabrina Kazatsker                    |
| 1953  | Natasha Kolotyi                        |
| 1954  | E. Matos                               |
| 1955  | Natasha Kolotyi                        |
| 1956  | N. Kononova                            |
| 1959  | Bronislava Mosionzhik                  |
| 1960  | Bronislava Mosionzhik                  |
| 1961  | Bronislava Mosionzhik                  |
| 1962  | Bronislava Mosionzhik                  |
| 1963  | Bronislava Mosionzhik                  |
| 1964  | Bronislava Mosionzhik                  |
| 1965  | Bronislava Mosionzhik                  |
| 1967  | Natalia Ivanova, Bronislava Mosionzhik |
| 1968  | Bronislava Mosionzhik                  |
| 1970  | Bronislava Mosionzhik                  |
| 1971  | Raisa Nevednichaya                     |
| 1972  | Raisa Nevednichaya                     |
| 1973  | Bronislava Mosionzhik                  |
| 1974  | Raisa Nevednichaya                     |
| 1975  | Alla Grinfeld                          |
| 1976  | Ludmila Saunina                        |
| 1977  | Naira Agababean                        |
| 1978  | Marina Afanasova                       |
| 1979  | Raisa Nevednichaya                     |
| 1980  | Naira Agababean                        |
| 1981  | Naira Agababean                        |
| 1982  | Naira Agababean                        |
| 1983  | Naira Agababean                        |
| 1984  | Naira Agababean                        |
| 1985  | Polina Zilberman                       |
| 1986  | Polina Zilberman                       |
| 1987  | Marina Sheremetieva (née Afanasova)    |
| 1988  | Marina Sheremetieva                    |
| 1989  | Irina Brandis                          |
| 1990  | Nadejda Roizen                         |
| 1991  | Irina Brandis                          |
| 1992  | Marina Sheremetieva                    |
| 1993  | Svetlana Petrenko                      |
| 1994  | Naira Agababean                        |
| 1995  | Anja Susterman                         |
| 1996  | Naira Agababean                        |
| 1997  | Karolina Smokina                       |
| 1998  | Svetlana Petrenko                      |
| 1999  | Svetlana Petrenko                      |
| 2000  | Anja Susterman, Svetlana Petrenko      |
| 2001  | Svetlana Petrenko                      |
| 2002  | Elena Partac                           |
| 2003  | Elena Partac                           |
| 2004  | Anja Susterman                         |
| 2005  | Lilia Doibani                          |
| 2006  | Elena Partac                           |
| 2007  | Irina Bulmaga                          |
| 2008  | Irina Bulmaga                          |
| 2009  | Diana Baciu                            |
| 2010  | Elena Partac                           |
| 2011  | Olga Hincu                             |
| 2012  | Svetlana Petrenko                      |
| 2013  | Svetlana Petrenko                      |
| 2014  | Paula-Alexandra Gitu                   |
| 2015  | Svetlana Petrenko                      |
| 2016  | Svetlana Petrenko                      |
| 2017  | Svetlana Petrenko                      |
| 2018  | Svetlana Petrenko                      |
| 2019  | Svetlana Petrenko                      |
| 2020  | Valentina Verbin                       |
| 2021  |                                        |
| 2022  | Ana Petricenco[2]                      |
| 2023  | Alina Mihailova[3]                     |